# Tomás Figueiredo Filho
Tomás Antônio Albuquerque de Paula Pessoa Filho (Fortaleza, 25 de agosto de 1981), conhecido popularmente como Tomás Figueiredo Filho, é um  advogado, empresário e político brasileiro, atualmente é filiado ao MDB.
Foi deputado estadual na Assembleia Legislativa do Ceará (2007-2010). Candidato a deputado federal, em 2010, pelo PSDB, mas, não se elegeu através dos 53.918 votos, ficando na primeira suplência.
É filho do também político Tomás Figueiredo, ex-prefeito de Santa Quitéria, e da ex-deputada estadual Cândida Figueiredo. Também é irmão da médica e ex-vereadora de Santa Quitéria Joana Figueiredo, e  neto por via paterna, do ex-deputado estadual Chico Figueiredo. Atualmente é Diretor na Agência Nacional de Mineração - ANM, tendo tomado posse em 06/12/2018.